# USS Constitution
USS Constitution är en amerikansk fregatt som byggdes 1797 och är det äldsta fartyget i USA:s flotta. Hon var en av sex fregatter som det nybildade Amerikas förenta stater lät bygga år 1797–1800. De andra var United States, Constellation, Chesapeake, Congress och President.

## Bakgrund
Man insåg att man inte omedelbart kunde mäta sig med de engelska och franska flottorna i slagkraft. Dessa fartyg byggdes därför som stora, snabbseglande fregatter som skulle kunna hålla sig undan för de fientliga makternas linjeskepp, men samtidigt vara grövre bestyckade än de fregatter som eventuellt kunde hinna i fatt dem. De blev därför väl lämpade som kapare och kom under Napoleonkrigen att användas för detta ändamål.

## Historia
Mest lyckosam blev Constitution som kapade många handelsfartyg och besegrade de brittiska fregatterna Guerriere, Java samt de mindre fartygen Pictou och Cyane.
Fartyget genomgick större renoveringar år 1925 och 1995. Även om fartyget formellt inte är ett museifartyg fungerar det i praktiken som det och bemannas av ett detachement från Naval History & Heritage Command.
Constitution är tillsammans med USCGC Eagle (tillhörande USA:s kustbevakning) de enda två amerikanska segelfartyg som formellt är örlogsfartyg i aktiv tjänst.